# Filippine ai Giochi della XXIX Olimpiade
Le Filippine hanno partecipato ai Giochi della XXIX Olimpiade di Pechino, svoltisi dall'8 al 24 agosto 2008, con una delegazione di 15 atleti.

## Atletica leggera
| Gara                     | Atleta            | Qualificazioni | Qualificazioni | Finale | Finale |
| Gara                     | Atleta            | Misura         | Pos.           | Misura | Pos.   |
| ------------------------ | ----------------- | -------------- | -------------- | ------ | ------ |
| Salto in lungo maschile  | Henry Dagmil      | 7,58 m         | 34             |        |        |
| Salto in lungo femminile | Marestella Torres | 6,17 m         | 35             |        |        |

## Nuoto
| Gara                         | Atleta             | Batterie | Batterie | Semifinali | Semifinali | Finale | Finale |
| Gara                         | Atleta             | Tempo    | Pos.     | Tempo      | Pos.       | Tempo  | Pos.   |
| ---------------------------- | ------------------ | -------- | -------- | ---------- | ---------- | ------ | ------ |
| 50 m stile libero maschili   | Daniel Coakley     | 22"69    | 39       |            |            |        |        |
| 1500 m stile libero maschili | Ryan Paolo Arabejo |          |          | 15'42"27   | 32         |        |        |
| 200 m rana maschili          | Miguel Molina      | 2'16"94  | 47       |            |            |        |        |
| 200 m farfalla maschili      | Miguel Molina      | 1'59"39  | 29       |            |            |        |        |
| 200 m misti maschili         | Miguel Molina      | 2'01"61  | 27       |            |            |        |        |
| 50 m stile libero femminili  | Christel Simms     | 26"64    | 47       |            |            |        |        |
| 100 m stile libero femminili | Christel Simms     | 56"67    | 41       |            |            |        |        |

## Pugilato
| Gara               | Atleta        | Sedicesimi               | Ottavi | Quarti | Semifinali | Finale |
| ------------------ | ------------- | ------------------------ | ------ | ------ | ---------- | ------ |
| Pesi mosca leggeri | Harry Tañamor | Manyo Plange (Ghana) 3-6 |        |        |            |        |

## Sollevamento pesi
| Gara  | Atleta       | Strappo | Strappo | Slancio | Slancio | Totale | Posizione |
| Gara  | Atleta       | Ris.    | Pos.    | Ris.    | Pos.    | Totale | Posizione |
| ----- | ------------ | ------- | ------- | ------- | ------- | ------ | --------- |
| 58 kg | Hidilyn Diaz | 85      | 11      | 107     | 11      | 192    | 11        |

## Taekwondo
| Gara            | Atleta                 | Tabellone principale         | Tabellone principale | Tabellone principale | Tabellone principale | Ripescaggi | Ripescaggi |
| Gara            | Atleta                 | Ottavi                       | Quarti               | Semifinali           | Finale               | Semifinali | Finale     |
| --------------- | ---------------------- | ---------------------------- | -------------------- | -------------------- | -------------------- | ---------- | ---------- |
| 58 kg maschile  | Tshomlee Go            | Ryan Carneli (Australia) 0-1 |                      |                      |                      |            |            |
| 67 kg femminile | Mary Antoinette Rivero | Sandra Šarić (Croazia) 1-4   |                      |                      |                      |            |            |

## Tiro
| Gara | Atleta   | Qualificazioni | Qualificazioni | Finale    | Finale       | Finale |
| Gara | Atleta   | Punteggio      | Pos.           | Punteggio | Punt. totale | Pos.   |
| ---- | -------- | -------------- | -------------- | --------- | ------------ | ------ |
| Trap | Eric Ang | 106            | 35             |           |              |        |

## Tiro con l'arco
| Gara                 | Atleta      | Turno di qualificazione | Turno di qualificazione | Turno 1                               | Turno 2 | Ottavi | Quarti | Semifinali | Finale |
| Gara                 | Atleta      | Punteggio               | Pos.                    | Turno 1                               | Turno 2 | Ottavi | Quarti | Semifinali | Finale |
| -------------------- | ----------- | ----------------------- | ----------------------- | ------------------------------------- | ------- | ------ | ------ | ---------- | ------ |
| Individuale maschile | Mark Javier | 654                     | 36                      | Kuo Cheng Wei (Taipei cinese) 102-106 |         |        |        |            |        |

## Tuffi
| Gara                      | Atleta             | Preliminari | Preliminari | Semifinale | Semifinale | Finale | Finale |
| Gara                      | Atleta             | Punti       | Pos.        | Punti      | Pos.       | Punti  | Pos.   |
| ------------------------- | ------------------ | ----------- | ----------- | ---------- | ---------- | ------ | ------ |
| Piattaforma 10 m maschile | Rexel Ryan Fabriga | 385,85      | 28          |            |            |        |        |
| Trampolino 3 m femminil€  | Sheila Mae Perez   | 251,15      | 23          |            |            |        |        |